# Pădureni, Vaslui
Pădureni este satul de reședință al comunei cu același nume din județul Vaslui, Moldova, România.
În trecut, localitatea se numea Cârligați, numele fiind schimbat prin Decretul Nr. 799 din 17 decembrie 1964.